# 凱洛格 (明尼蘇達州)
凱洛格（英語：Kellogg）是一個位於美國明尼蘇達州瓦巴沙縣的城市。

## 歷史
凱洛格於1870年成立，1877年升格為城市，得名自一鐵路路標設計者。凱洛格的郵局自1872年營運至今。

## 人口
根據2020年美國人口普查的數據，凱洛格的面積為0.82平方千米，當中陸地面積為0.80平方千米，而水域面積為0.01平方千米。當地共有人口415人，而人口密度為每平方千米506人。